# Contea di Jingning
La contea di Jingning (静宁县S, Jìngníng XiànP) è una contea della Cina, situata nella provincia del Gansu.